# Herold (azienda)
La Herold è un birrificio con sede a Březnice, in Repubblica Ceca, fondato nel 1506. Pertanto l'azienda è una delle più antiche in questo settore.
Dopo la seconda guerra mondiale, la fabbrica è stata rilevata dal governo ed è divenuta parte dell'Istituto per la Produzione di Birra e Malto.

## Prodotti
- Bohemian Blond Lager (Lager)
- Bohemian Granat Lager (Lager)
- Bohemian Black Lager (Schwarzbier)
- Bohemian Wheat Lager (Birra di frumento)